# Okazaki

Okazaki (岡崎市 Okazaki-shi?) este un municipiu din Japonia, prefectura Aichi.